# Żukowscy herbu Prus III

Herb Prus III

Żukowscy herbu Prus III – polska rodzina szlachecka.
Żukowscy, pieczętujący się herbem Prus III, wywodzili się z woj. płockiego. Rodzina była znana od XIV w., w średniowieczu stanowiła jedną ze znaczniejszych rodzin mazowieckich. Służąc rycersko Żukowscy uczestniczyli w wielu wojnach z: Krzyżakami, Moskwą, Turcją, Tatarami  i Multanami. Pełnili szereg urzędów ziemskich.
Poza Mazowszem byli rozsiedleni również w woj. sandomierskim oraz na kresach wschodnich, gdzie osiągnęli wysoką pozycją materialną. Do rewolucji bolszewickiej posiadali liczne dobra na Ukrainie, w powiatach: kamienieckim, płoskirowskim, starokonstantynowskim i zasławskim.

## Przedstawiciele rodu
Antoni Żukowski (zm. po 1732) – cześnik kijowski, poseł na sejm 1732
Stanisław Żukowski (1580-1636) – wikariusz generalny poznański, kanonik poznański, prokurator generalny kapituły, proboszcz w Modrzu, poseł na Sejm 1625
Ścibor Żukowski (XV w.) – podkomorzy płocki
Wojciech Maksymilian Żukowski (ok. 1590-1648) – podsędek sandomierski, cześnik płocki, podstarości i sędzia grodzki nowokorczyński, podstarości i sędzia grodzki, komornik graniczny wiślicki, poseł na sejmy